# Terminal Spirit Disease
Terminal Spirit Disease es el tercer álbum de la banda sueca At the Gates. Fue lanzado en 1994 y relanzado en 2003 con temas. La banda originalmente pensaba grabar un EP con temas nuevos, pero el sello discográfico insistió en que fuera un álbum larga duración. Dado este compromiso, añadieron algunos temas grabados en vivo para cubrir el requerimiento.

## Trasfonodo
El guitarrista Anders Björler ha comentado que realmente "no recuerda" mucho de las sesiones de grabación de Terminal Spirit Disease. Cuando este álbum es comprado con los anteriores, Björler siente que los temas fueron "muy simples e iban directo al grano". Se añadieron partes de violín y chelo en la canción "And the World Returned", citado como un ejemplo del intento de la banda por explorar "ideas diferentes".

## Recepción
Las críticas para Terminal Spirit Disease fueron en su mayoría positivas. Eduardo Rivadavia de Allmusic dio al álbum 4 de 5 estrellas, y mencionó que, con este álbum, "At the Gates elevó sus apuestas creativas más allá de nuestras expectativas, demostrando que lo que una vez había sido un combo de death metal bastante estándar y poco innovador, se estaba convirtiendo lentamente en un verdadero contendiente en la escena."

## Lista de canciones
Todas las canciones escritas y compuestas por Tomas Lindberg, Anders Björler and Jonas Björler, except for where noted. 
| N.º | Título                                                                        | Duración |  |
| 1.  | «The Swarm»                                                                   | 3:28     |  |
| 2.  | «Terminal Spirit Disease»                                                     | 3:38     |  |
| 3.  | «And the World Returned» (Anders Björler)                                     | 3:06     |  |
| 4.  | «Forever Blind»                                                               | 3:58     |  |
| 5.  | «The Fevered Circle» (Lindberg, Anders Björler, Martin Larsson, Alf Svensson) | 4:11     |  |
| 6.  | «The Beautiful Wound»                                                         | 3:52     |  |
| 7.  | «All Life Ends» (At the Gates, Svensson) (Live)                               | 5:16     |  |
| 8.  | «The Burning Darkness» (Lindberg, Anders Björler, Svensson) (Live)            | 2:15     |  |
| 9.  | «Kingdom Gone» (Lindberg, Anders Björler) (Live)                              | 5:02     |  |

El relanzamiento en formato Digipak del año 2003 incluye tres temas adicionales de las sesiones en vivo para  MTV Europa:

| N.º | Título                                          | Duración |  |
| 1.  | «Windows»                                       |          |  |
| 2.  | «The Red in the Sky Is Ours/The Season to Come» |          |  |
| 3.  | «The Burning Darkness»                          |          |  |

## Créditos
Integrantes
- Tomas Lindberg – Voz
- Anders Björler – Guitarra
- Jonas Björler – Bajo
- Adrian Erlandsson – Batería
- Martin Larsson – Guitarra

Invitados
- Peter Andersson – Chelo en "The Swarm" and "And the World Returned"
- Ylva Wahlstedt – Violín en "The Swarm" and "And the World Returned"